# Александров, Сергей Михайлович
Сергей Михайлович Александров (26 февраля 1965, Бендеры, Молдавская ССР, СССР) — советский и молдавский футболист, нападающий.

## Карьера

### Клубная
Воспитанник ДЮСШ г. Бендеры. В 17 лет начал играть за «Чайку» из родного города.
Следующий сезон (1983) провёл во второй союзной лиге за «Автомобилист» Тирасполь. В 1984 году перешёл в команду первой лиги «Нистру» Кишинёв, за которую провёл 11 матчей (забил 1 гол) в основной команде, и 25 матчей (6 голов) — за дубль в первенстве дублёров.
В 1988 году играл за команду второй лиги «Торпедо» Запорожье, в 1989—1991 годах — за «Тигину» Бендеры, которая по итогам сезона-1989 вылетела из второй во вторую низшую лигу, а на следующий год вернулась обратно (заняв 2-е место в 5-й республиканской зоне).
В первой половине 1992 года выступал за команду «Буджак» Комрат в высшей лиге Молдавии. Вместе с Олегом Флентей с 13 забитыми мячами стал лучшим бомбардиром первого чемпионата страны, длившегося полгода в связи с переходом на систему «осень — весна» с сезона-1992/93.
В том же году уехал в Ливан, где в течение семи лет играл за команды из Бейрута: «Аль-Ансар» и «Саджес». «Аль-Ансар» в годы выступления за него Александрова (1992—1995) был бессменным чемпионом страны.

### В сборной
В 1992—1998 годах выступал за сборную Молдавии — 6 матчей, 5 голов (из них — в 1992 году — 5 игр, 5 голов). В матче против Пакистана (5:0) 18 августа 1992 года забил 4 гола.
| Матчи и голы Сергея Александрова за сборную Молдавии | Матчи и голы Сергея Александрова за сборную Молдавии | Матчи и голы Сергея Александрова за сборную Молдавии | Матчи и голы Сергея Александрова за сборную Молдавии | Матчи и голы Сергея Александрова за сборную Молдавии | Матчи и голы Сергея Александрова за сборную Молдавии | Матчи и голы Сергея Александрова за сборную Молдавии | Матчи и голы Сергея Александрова за сборную Молдавии |
| №                                                    | Дата                                                 | Место проведения                                     | Соперник                                             | Счёт                                                 | Голы                                                 | Время на поле                                        | Соревнование                                         |
| ---------------------------------------------------- | ---------------------------------------------------- | ---------------------------------------------------- | ---------------------------------------------------- | ---------------------------------------------------- | ---------------------------------------------------- | ---------------------------------------------------- | ---------------------------------------------------- |
| 1                                                    | 20 мая 1992                                          | Кишинёв                                              | Литва                                                | 1:1                                                  | 1 — 5′                                               | Вышел в стартовом составе, заменён на 62'            | Товарищеский матч                                    |
| 2                                                    | 18 августа 1992                                      | Амман                                                | Пакистан                                             | 5:0                                                  | 4 — 50′, 55′, 70′, 75′                               | Полный матч                                          | Международный турнир в Иордании                      |
| 3                                                    | 21 августа 1992                                      | Амман                                                | Судан                                                | 2:1                                                  | -                                                    | Вышел в стартовом составе, заменён на 46'            | Международный турнир в Иордании                      |
| 4                                                    | 26 августа 1992                                      | Ирбид                                                | Ирак                                                 | 0:1                                                  | -                                                    | Полный матч                                          | Международный турнир в Иордании                      |
| 5                                                    | 28 августа 1992                                      | Амман                                                | Республика Конго                                     | 3:1                                                  | -                                                    | Вышел в стартовом составе, заменён на 66'            | Международный турнир в Иордании                      |
| 6                                                    | 23 сентября 1998                                     | Кишинёв                                              | Румыния (сборная лиги)                               | 0:0                                                  | -                                                    | Вышел на 58'                                         | Товарищеский матч                                    |

## Достижения
- Чемпион Ливана (3): 1993, 1994, 1995
- Обладатель Кубка Молдавии 1992 года.
- Бронзовый призёр чемпионата Молдавии 1992 года.
- Обладатель Кубка Ливана (2): 1994, 1995
- Лучший бомбардир чемпионата Молдавии 1992 — 13 голов (с Олегом Флентей)